# Xavier de Oliveira
Xavier de Oliveira (Rio de Janeiro, 1937) é um cineasta brasileiro.

## Biografia
Irmão do também diretor Denoy de Oliveira, ele entrou para o cinema realizando curta-metragens, e o primeiro deles foi Rio, Uma Visão do Futuro, sobre o projeto arquitetônico do Rio de Janeiro que foi feito pelo arquiteto Sérgio Bernardes.
Antes de estrear como diretor de um longa-metragem, ele  foi ator e roteirista. Em 1970, escreveu e dirigiu o seu primeiro longa-metragem, Marcelo Zona Sul, que foi um sucesso nacional de público e de crítica, e revelou Stepan Nercessian e Françoise Forton.

## Filmografia como diretor
Segundo AdoroCinema:
- 1996 - Adágio ao Sol
- 1979 - Gargalhada Final
- 1976 - O Vampiro de Copacabana
- 1971 - André a Cara e a Coragem
- 1970 - Marcelo Zona Sul
- 1966 - Rio, Uma Visão do Futuro (curta-metragem)
- 1965 - Escravos de Job (curta-metragem)